# Heilig Hartbeeld (Papenhoven)
Het Heilig Hartbeeld is een standbeeld in de Nederlandse plaats Papenhoven (gemeente Sittard-Geleen), in de provincie Limburg.

## Achtergrond
Het Heilig Hartbeeld werd gemaakt in het Atelier Thissen in Roermond en was een geschenk van burgemeester M.J.A.B.M. Koten. Het beeld werd op 18 september 1927 voor de Sint-Catharinakerk geïntroniseerd.
Identieke beelden staan in Holtum (1929), Klimmen (1928), Neeritter (1921) en Nistelrode (1922).

## Beschrijving
Het beeld toont een Christusfiguur ten voeten uit, blootsvoets staande op bolsegment met een rand van golvende lijnen, wellicht symbool voor de wereldbol omgeven door wolken. Hij is gekleed in een lang, gedrapeerd gewaad en omhangen met een mantel. Hij houdt zijn rechterhand zegenend geheven, met gestrekte wijs- en middelvinger, de linkerhand wijst naar het vlammende Heilig Hart op zijn borst, dat wordt omwonden door een doornenkroon en bekroond met een kruis. 
Het beeld staat op een hoge, getrapte sokkel met opschrift 

H. HART VAN JEZUS TOON ONS DEN WEG EN ZEGEN DEZE PAROCHIE